# Capulus
Capulus es un género de moluscos gasterópodos de la familia Capulidae.

## Especies
Se reconocen las siguientes especies:
- Capulus californicus
- Capulus compressus
- Capulus danieli
- Capulus elegans
- Capulus incurvus
- Capulus novaezelandiae
- Capulus sericeus
- Capulus simplex
- Capulus subcompressus
- Capulus ungaricoides
- Capulus ungaricus